# Människohamn
Människohamn är den svenske författaren John Ajvide Lindqvists tredje roman som kom ut år 2008.

## Handling
Anders och hans hustru Cecilia har känt varandra sedan de var barn och har en liten dotter vid namn Maja. Maja lider av hetsigt temperament och blir lätt bråkig. De bor ibland i sitt lilla hus Smäcket på skärgårdsön Domarö, där Anders bodde på heltid som barn och Cecilia samt deras vänner på somrarna. En vinterdag beger sig familjen till fyren på Gåvasten. När de är där inne går Maja ut för att närmare undersöka en sak som hon fått syn på. När Anders och Cecilia kommer ut igen är hon spårlöst försvunnen och kommer aldrig tillbaka. Då återstår bara depression och separation mellan de båda. När Anders kraftigt nersupen kommer tillbaka till ön några år senare händer det saker. Några okända flakmoppeåkare vandaliserar tillvaron på ön och vissa personer beter sig plötsligt som någon helt annan och gör våldsamma saker. Anders upptäcker snart att han är besatt av sin försvunna dotters ande. Hans farmor Anna-Greta har bott på ön väldigt länge och sitter inne med information som bara de gamla på ön känner till. Simon, vän till familjen och Anna-Gretas älskade, tvingar dem att dela med sig av informationen till honom. Han får veta att Domarös befolkning för länge sedan offrade elaka människor till havet för att få fiskelycka och att de så småningom slutade, men att havet fortsatte ta människor. Maja är alltså inte den enda som försvunnit. Anders är fast besluten att hitta henne, och får konfrontera vattnets onda makter samtidigt som spökena efter två av hans barndomsvänner visar sig och börjar använda våld mot honom och andra. Anders misstänker att de på något sätt håller Maja fången.

## Om boken
Till skillnad från John Ajvide Lindqvists tidigare romaner Låt den rätte komma in och Hanteringen av odöda som fokuserade på sina berättelsers nutid är Människohamn en episkt upplagd saga som hoppar i tiden och utforskar Domarös mystiska historia mer och mer. Boken skildrar livet i skärgården och visar hur vissa av de permanent boende förargas av hur några har sommarhus i deras trakter. Författaren hade en tidigare karriär som trollkarl och karaktären Simon är en sådan. Därför förekommer det en hel del magi i historien.